# Караханов, Эдуард Аветисович
Эдуард Аветисович Караханов (род. 26 сентября 1937, Тбилиси) — учёный-химик, заслуженный профессор МГУ, лауреат премии имени Н. Д. Зелинского.

## Биография
Родился 26 сентября 1937 года в Тбилиси.
В 1960 году окончил химический факультет МГУ.
В 1963 году — защитил кандидатскую диссертацию, тема: «Каталитическое алкилирование крезолов диеновыми углеводородами и органическими окисями».
В 1976 году — защитил докторскую диссертацию, тема: «Каталитический синтез и превращения конденсированных кислородосодержащих гетероциклических соединений».
В 1981 году — присвоено учёное звание профессор.
С 1984 года — заведующий кафедрой химии нефти и органического катализа химического факультета МГУ.
Область научных интересов: нефтехимия и нефтепереработка, гомогенный и гетерогенный катализ, супрамолекулярный катализ.
Читает курсы «Органическая химия», «Нефтехимия», «Введение в специальность».
Основные труды: «Каталитическое гидрирование гетероциклических соединений» (соавт., 1986).
Автор 45 изобретений.

## Награды
- Орден «Знак Почёта» (1986)
- Заслуженный деятель науки Российской Федерации (1997)
- Премия имени Н. Д. Зелинского (2002) — за цикл работ «Создание супрамолекулярных каталитических систем для органического инефтехимического синтеза»
- Премия имени М. В. Ломоносова МГУ (за 2004 год, совместно с А. Л. Максимовым) — за цикл работ «Супрамолекулярные каталитические системы на основе макроциклических рецепторов»[2]
- Заслуженный профессор МГУ (2007)